# Distribució matriu-exponencial
En teoria de probabilitats, la distribució matriu-exponencial és una distribució absolutament contínua amb la transformada racional de Laplace-Stieltjes. Van ser introduïdes per David Cox per primera vegada el 1955 com a distribucions amb transformades racionals de Laplace-Stieltjes.
La funció de densitat de probabilitat és
{\displaystyle f(x)=\mathbf {\alpha } e^{x\,T}\mathbf {s} {\text{ for }}x\geq 0}
(i 0 quan x < 0) on
{\displaystyle {\begin{aligned}\alpha &\in \mathbb {R} ^{1\times n},\\T&\in \mathbb {R} ^{n\times n},\\s&\in \mathbb {R} ^{n\times 1}.\end{aligned}}}
No hi ha restriccions en els paràmetres α, T, s que no corresponguin a una distribució de probabilitat. No hi ha una manera senzilla de determinar si una determinada distribució forma un conjunt de paràmetres. La dimensió de la matriu T és l'ordre de la representació matriu-exponencial.
La distribució és una generalització de la distribució de tipus fase.

## Moments
Si X té una distribució de matriu-exponencial, el k-èsim moment e donat per
{\displaystyle \operatorname {E} (X^{k})=(-1)^{k+1}k!\mathbf {\alpha } T^{-(k+1)}\mathbf {s} .}

## Ajust
Les distribucions matriu-exponencials es poden ajustar mitjançant l'estimació de la màxima versemblança.